# 仙涌寺地藏院碑
仙涌寺地藏院碑，位于中国广东省江门市新会区罗坑镇卫生院，为新会区文物保护单位，类型为石窟寺及石刻，公布时间为1979年。
仙涌寺地藏院碑的历史年代为北宋。